# Augusto Pestana (politico)

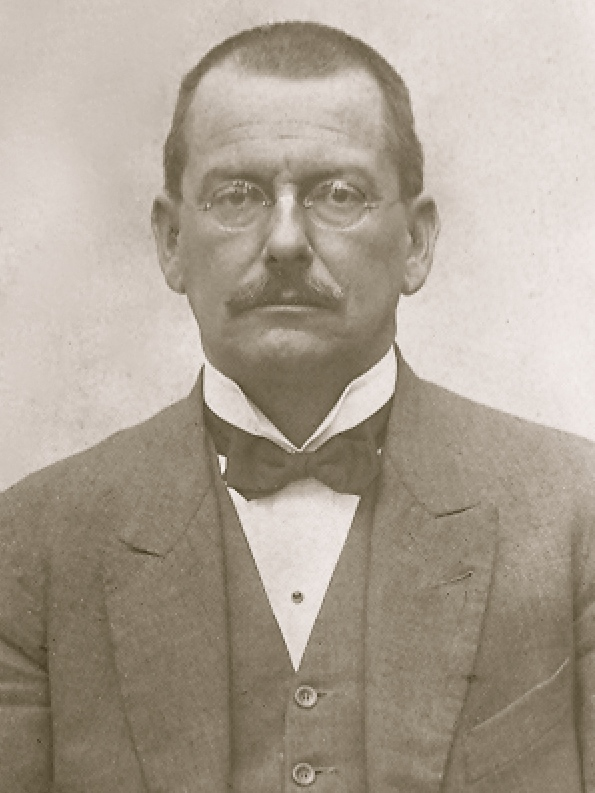
Augusto Pestana

Augusto Pestana (Rio de Janeiro, 22 maggio 1868 – Rio de Janeiro, 29 maggio 1934) è stato un politico e ingegnere brasiliano.

## Biografia
Nato a Rio de Janeiro da una famiglia di funzionari di origine portoghese, Pestana si laureò nel 1888 alla Escola Politécnica do Rio de Janeiro. Da giovane, si unì al movimento repubblicano e positivista brasiliano, che avrebbe poi contribuito a rovesciare la monarchia nel 1889.
Dopo essersi trasferito alla fine del 1880 nel Rio Grande do Sul, lo Stato più meridionale del Brasile, Pestana divenne uno dei principali leader del Partito Repubblicano Rio-Grandese (PRR). Fu il primo Sindaco d'Ijuí.
Fu deputato federale dal 1915 al 1920 e dal 1928 al 1930. Fu il primo Presidente delle Ferrovie dello Stato del Rio Grande do Sul (Viação Férrea do Rio Grande do Sul) e Segretario di Stato per i Trasporti dal 1926 al 1928.
La città brasiliana di Augusto Pestana porta il suo nome.